# Benquerença
Benquerença ist eine Gemeinde (Freguesia) im portugiesischen Kreis Penamacor. In ihr leben 463 Einwohner (Stand 19. April 2021).